# Ухвальский сельсовет
Ухвальский сельсовет — административная единица на территории Крупского района Минской области Республики Беларусь. Административный центр — агрогородок Ухвала. 
18 февраля 2010 года к Ухвальскому сельсовету присоединены Денисовичский и Выдрицкий сельсоветы.

## География
Сельсовет граничит с Бобрским сельсоветом.

## История
Ухвальский сельский Совет с центром в д. Ухвала был образован в 1920 году в Лошницкой волости Борисовского уезда.
Названия:
- с 1920 — Ухвальский сельский Совет рабочих, крестьянских и красноармейских депутатов
- с 15 декабря 1936 — Ухвальский сельский Совет депутатов трудящихся
- с 7 октября 1977 — Ухвальский сельский Совет народных депутатов
- с 15 марта 1994 — Ухвальский сельский Совет депутатов[1]

Административное подчинение:
- с 1920 — в Лошницкой волости Борисовского уезда
- с 20 августа 1924 — в Крупском районе[1]

## Состав
Ухвальский сельсовет включает 41 населённый пункт:
- Берёзка — деревня
- Великий Вязок — деревня
- Великое Городно — деревня
- Выдрица — деревня
- Гумны — деревня
- Дубовое — деревня
- Еджар — деревня
- Забеньково — деревня
- Заболотье — деревня
- Захаровка — деревня
- Знаменская — деревня
- Красный Пахарь — деревня
- Купленка — деревня
- Ложки — деревня
- Мажаны — деревня
- Малое Городно — деревня
- Малый Вязок — деревня
- Матошка — деревня
- Миколаевка — деревня
- Мощаница — деревня
- Новая Нива — деревня
- Новая Слобода — деревня
- Новые Денисовичи — деревня
- Новые Пышачи — деревня
- Новый Сокол — деревня
- Папарное — деревня
- Прудок — деревня
- Прусовщина — деревня
- Свиридовка — деревня
- Селище — деревня
- Сомры — деревня
- Старая Слобода — деревня
- Старые Денисовичи — деревня
- Старые Пышачи — деревня
- Старый Сокол — деревня
- Трудовик — деревня
- Узнаж — деревня
- Ухвала — агрогородок
- Черноосово — деревня
- Шинки — деревня

Упразднённые населённые пункты на территории сельсовета:
- Новый Шлях — деревня[2].